# Kriechbaumerella titusi
Kriechbaumerella titusi är en stekelart som beskrevs av T.C. Narendran 1989. Kriechbaumerella titusi ingår i släktet Kriechbaumerella och familjen bredlårsteklar. Inga underarter finns listade i Catalogue of Life.